# Melinopterus sertavulensis
Melinopterus sertavulensis är en skalbaggsart som beskrevs av Riccardo Pittino 1988. Melinopterus sertavulensis ingår i släktet Melinopterus och familjen Aphodiidae. Inga underarter finns listade i Catalogue of Life.